# Cueva de Maratika
Cueva de Maratika es una Cueva y un Monasterio (Maratika también se conoce como Haleshi o Halase) se encuentran en el Distrito Khotang en Nepal, alrededor de 185 kilómetros al suroeste del Monte Everest. Es un sitio de peregrinación venerado asociado con Mandarava, Padmasambhava y la longevidad.
Según estudios recientes, se hace referencia a las cuevas de Maratika en la literatura Himalaya desde el siglo XII. Kathang Zanglingma, una biografía de Padmasambhava, una terma revelada y transmitida por Nyangrel Nyima Ozer, describe los eventos originales que hicieron que las cuevas Maratika sean consideradas un lugar sagrado para los practicantes de Vajrayana.